# Понте Ардо (Белуно)
Понте Ардо (итал. Ponte Ardo) је насеље у Италији у округу Белуно, региону Венето.
Према процени из 2011. у насељу је живело 92 становника. Насеље се налази на надморској висини од 338 м.